# (4349) Tibúrcio
(4349) Tibúrcio, désignation internationale (4349) Tiburcio, est un astéroïde de la ceinture principale.

## Description
(4349) Tiburcio est un astéroïde de la ceinture principale. Il fut découvert le 5 juin 1989 à La Silla par Werner Landgraf. Il présente une orbite caractérisée par un demi-grand axe de 2,62 UA, une excentricité de 0,24 et une inclinaison de 10,7° par rapport à l'écliptique.

## Compléments